# Фотометр

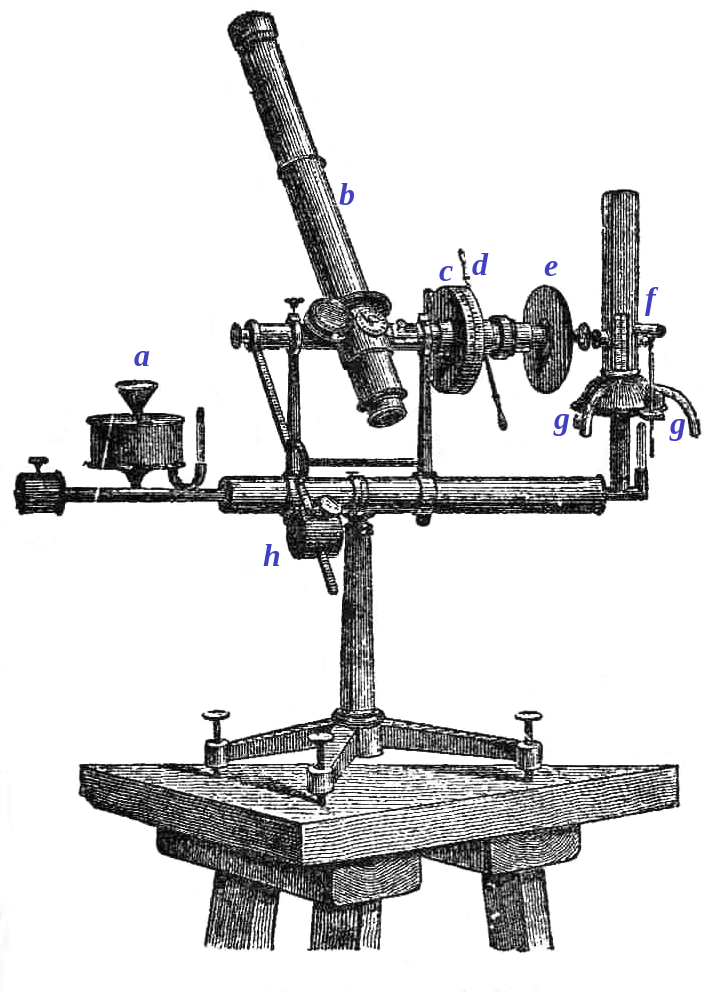
Фотометр Цёльнера

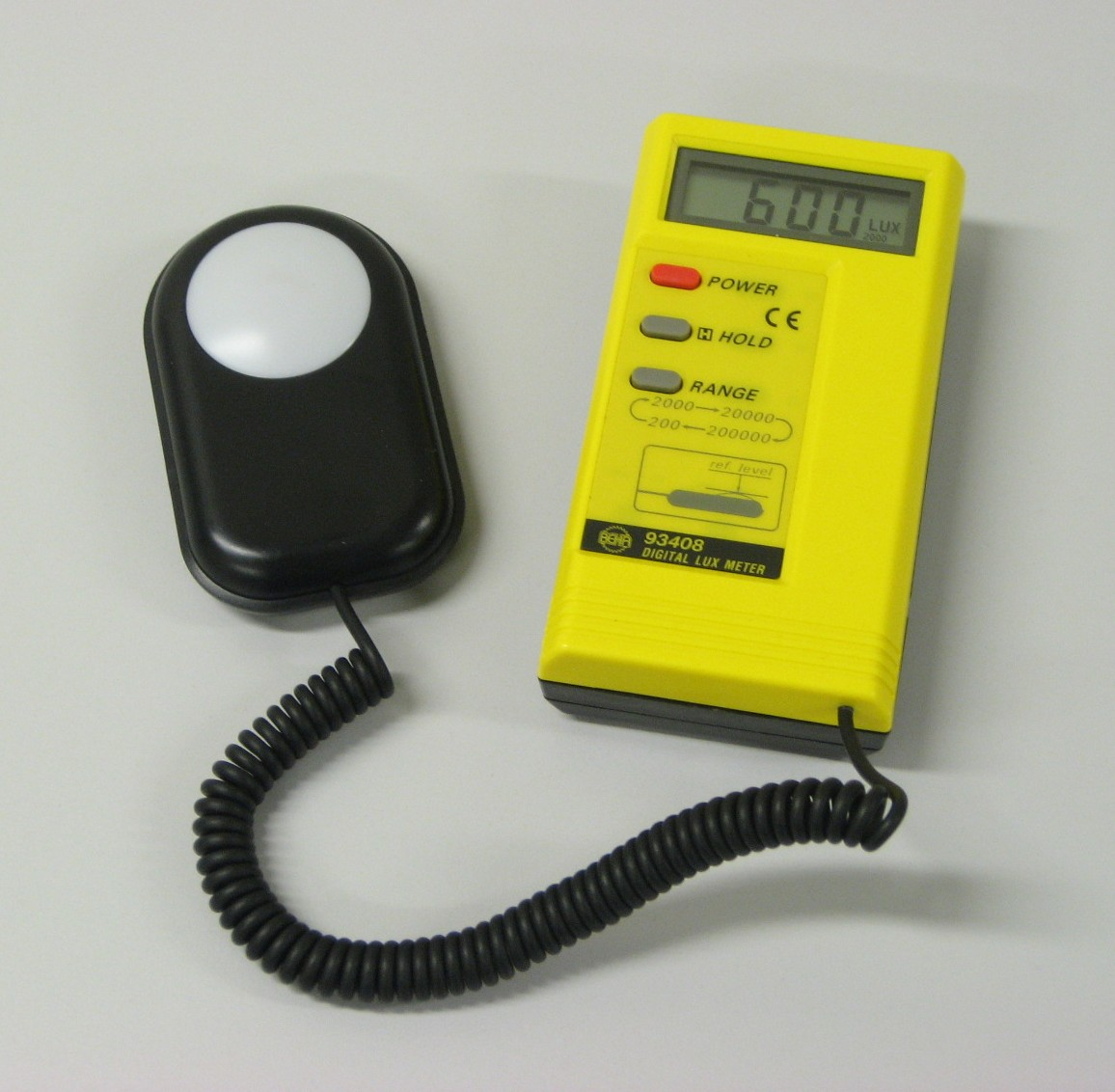
Люксметр

Фотометр с кюветами

Фото́метр — прибор для измерения каких-либо из фотометрических величин, чаще других — одной или нескольких световых величин.
При использовании фотометра осуществляют определённое пространственное ограничение потока излучения и регистрацию его приёмником излучения с заданной спектральной чувствительностью. Освещённость измеряют люксметрами, яркость — яркомерами, световой поток и световую энергию — с помощью фотометра интегрирующего. Приборы для измерения цвета объекта называют колориметрами.
Если в качестве приёмника используется глаз, фотометры называются визуальными, или зрительными, если же применяется какой-либо физический приёмник, фотометры называются физическими. Оптический блок фотометра, иногда называемый фотометрической головкой, содержит линзы, светорассеивающие пластинки, ослабители света, светофильтры, диафрагмы и приёмник излучения.

## Общий принцип действия визуальных фотометров
Человеческий глаз чрезвычайно плохо оценивает абсолютные фотометрические величины, но весьма хорошо распознаёт границу полей с разной освещённостью, на чём и основано действие большинства фотометров визуального наблюдения. При помощи оптической системы прибора свет от источника, характеристики которого необходимо измерить, и свет от эталонного источника образуют два смежных поля. Свет одного из источников тем или иным образом ослабляется до тех пор, пока глаз не перестанет различать границу полей. В этот момент освещённости, созданные обоими источниками, считают одинаковыми.
Такой метод пригоден только для источников света близкого спектрального состава, поскольку визуальное сравнение освещённостей полей разного цвета практически невозможно.

## Фотометры с физическими приёмниками
Чаще всего в фотометрах с физическими приёмниками поток излучения преобразуется в электрический сигнал, регистрируемый устройствами типа микроамперметра, вольтметра и т. д. В импульсных фотометрах применяют регистрирующие устройства типа электрометра, запоминающего осциллографа, пикового вольтметра. В визуальном фотометре равенство яркостей двух полей сравнения, освещаемых по отдельности сравниваемыми световыми потоками, устанавливается глазом, который располагается у окуляра фотометрической головки.

## Интегральные фотометры
Если распределение светового потока по различным направлениям несущественно, а имеет значение лишь средняя сферическая сила света, то есть значение полного потока, посылаемого источником, применяются интегральные фотометры.
Одна из конструкций — шаровой фотометр Ульбрехта, представляющий собой полый шар с отверстием, прикрытым матовым стеклом, внутренняя поверхность шара максимально близка к идеально рассеивающей. Источник подвешивается внутри шара, специальный экран защищает отверстие от прямого света, и из шара, таким образом, выходит только свет, диффузно отражённый от его внутренней поверхности. В таком случае освещённость отверстия E пропорциональна полному потоку источника {\displaystyle \Phi }:
{\displaystyle E=c\Phi }
Освещённость измеряется обычным фотометром, константа прибора c устанавливается из измерений со стандартной лампой.
На практике используются фотометры Ульбрехта диаметром не менее 1 м, чаще больше.

## Применение
Фотометры находят широкое применение в лабораторной практике. Например, с помощью фотометров можно определять спектр образцов, что позволяет установить их химический состав. Особый класс этих приборов — пламенные фотометры — предназначен для выявления в образцах наличия щелочных металлов (литий, натрий, калий). Для этого образец сжигается при высокой температуре, а анализ спектра пламени с помощью фотометра позволяет выявить наличие щелочных металлов в образце. Решить эту задачу другими способами гораздо труднее. В современных фотометрах световое излучение обычно преобразуется в электрические импульсы, которые регистрируются по принципу вольтметра и амперметра и затем преобразуются в компьютерный формат.
Метод фотометрии — один из самых распространённых и востребованных методов химического анализа.